# El Charquillo, San Luis Potosí
El Charquillo är en ort i Mexiko.   Den ligger i kommunen San Luis Potosí och delstaten San Luis Potosí, i den centrala delen av landet, 400 km nordväst om huvudstaden Mexico City. El Charquillo ligger 1 931 meter över havet och antalet invånare är 275.
Terrängen runt El Charquillo är platt åt nordost, men åt sydväst är den kuperad. Terrängen runt El Charquillo sluttar österut. Runt El Charquillo är det tätbefolkat, med 591 invånare per kvadratkilometer. Närmaste större samhälle är San Luis Potosí, 7,5 km sydost om El Charquillo. Runt El Charquillo är det i huvudsak tätbebyggt.